# Guerrillero Heroico

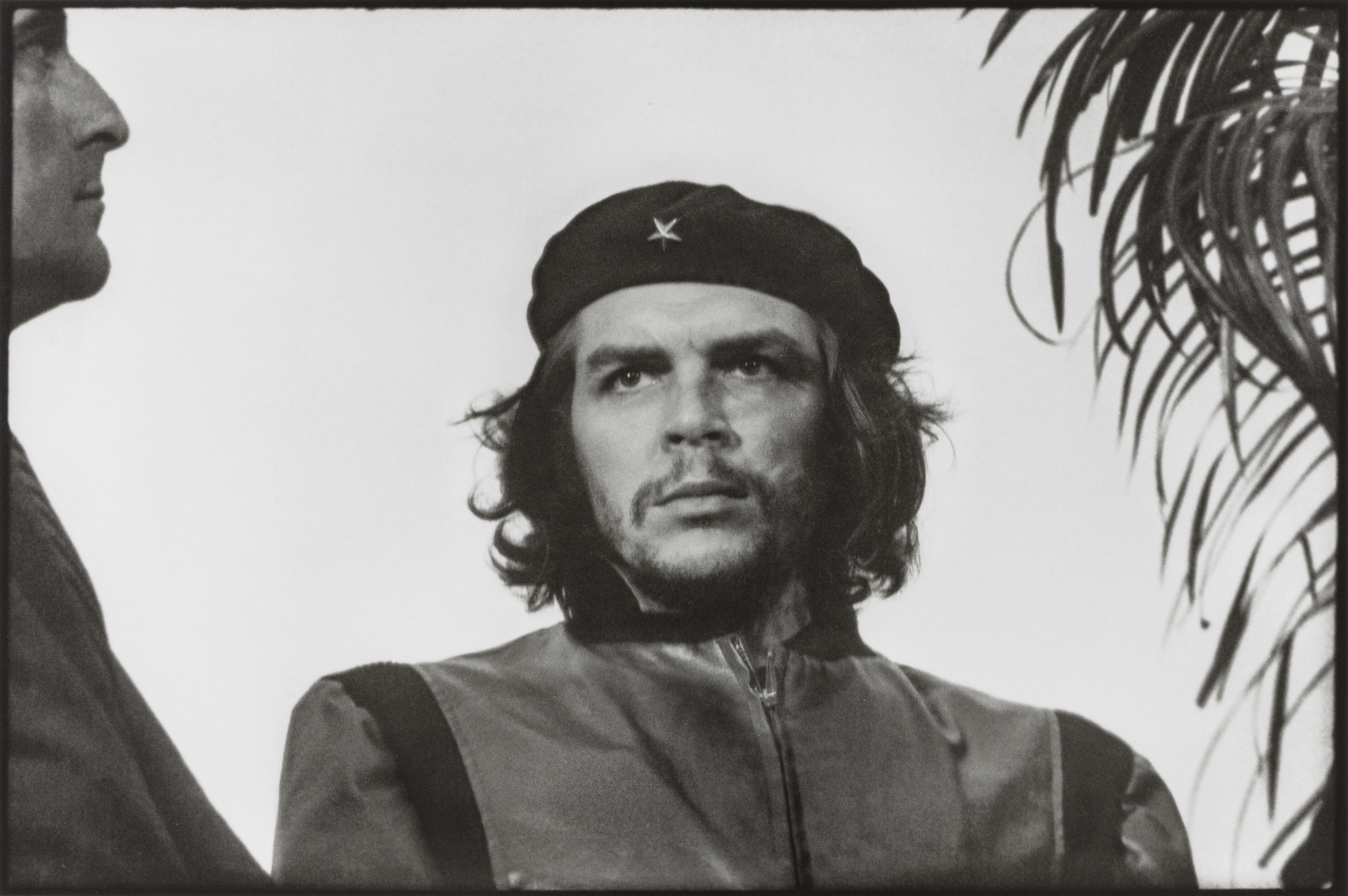
Guerrillero Heroico. Il profilo della persona che è nella foto in alto è quello del giornalista italo-argentino Masetti (di origini bolognesi) amico del Che e fondatore della agenzia giornalistica cubana Prensa Latina

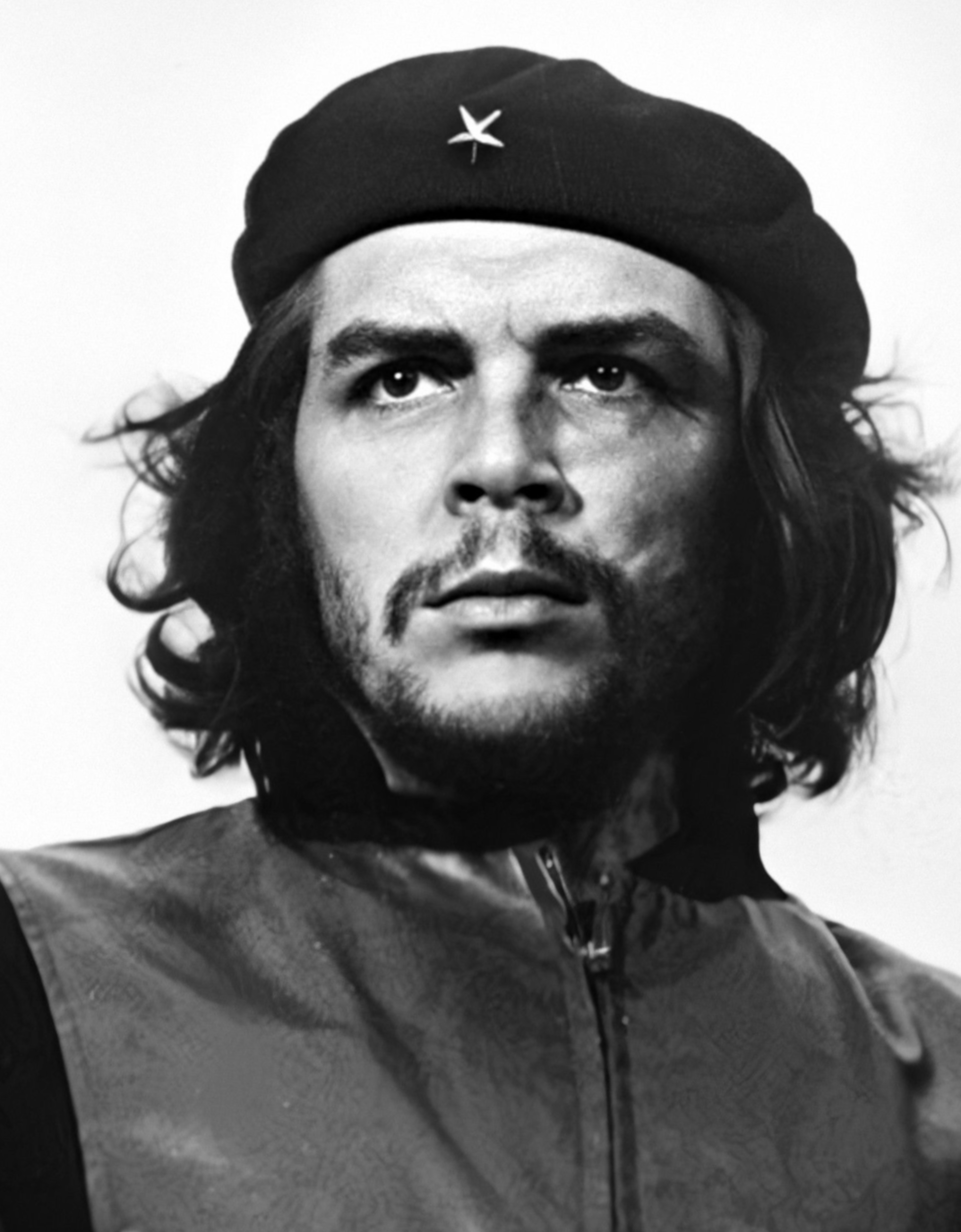
Guerrillero Heroico, il celebre primo piano di Ernesto Che Guevara de La Serna

Guerrillero Heroico è una celebre fotografia che ritrae Che Guevara, scattata sabato 5 marzo 1960 a L'Avana dal fotografo cubano Alberto Díaz Gutiérrez, meglio noto come Alberto Korda.

## Genesi della foto
Venerdì 4 marzo 1960 due grosse deflagrazioni nel porto di L'Avana avevano provocato l'esplosione de La Coubre, una nave mercantile francese il cui carico era composto da un arsenale di munizioni provenienti dal Belgio: l'arrivo di tale carico aveva ricevuto una forte opposizione da parte degli Stati Uniti, e per tale ragione Fidel Castro accusò la CIA della responsabilità dell'attentato.
I morti nell'esplosione furono circa 100 e i feriti circa 200. Il giorno successivo Fidel Castro decise di organizzare una cerimonia di commemorazione delle vittime, alla quale prese parte Che Guevara, all'epoca Ministro dell'Industria del governo cubano. Korda era presente in qualità di fotografo personale di Fidel Castro.

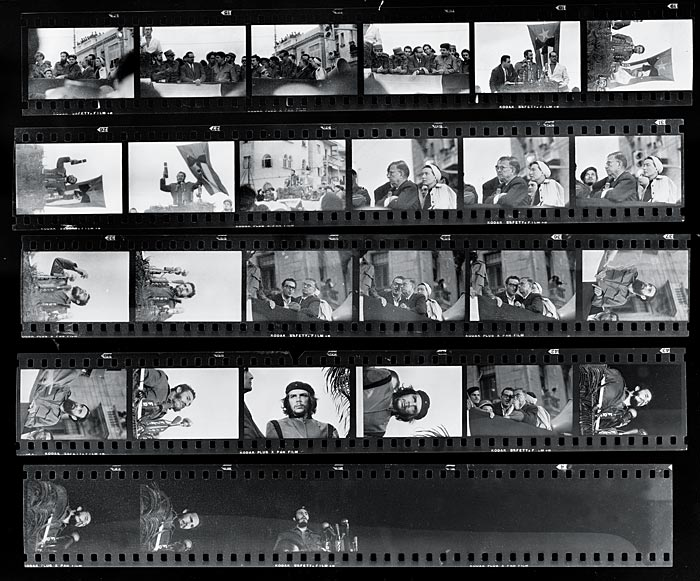
La sequenza di foto scattate da Korda

Korda usò una Leica M2 con lenti di 90 mm e con pellicola Kodak Plus-X, che ospitava già fotogrammi di Jean-Paul Sartre, Simone de Beauvoir e Fidel Castro, tutti presenti alla cerimonia. Korda riuscì a scattare due fotografie al comandante Guevara, la prima in orizzontale e la seconda in verticale. Disse il fotografo: «L'ho guardato attraverso la Leica e ho scattato due foto: una orizzontale, mentre stava chiudendo la zip del giubbotto, una verticale, più bella.»
Nel primo scatto, orizzontale, Che Guevara venne ritratto nel mezzo tra alcune foglie di palma e il giornalista argentino Jorge José Ricardo Masetti Blanco (di origini bolognesi, noto anche come Comandante Segundo, fu fondatore e primo direttore di Prensa Latina a Cuba, poi desaparecido in Argentina nel 1964). In seguito, nel corso del processo di stampa della foto, lo stesso Korda decise di isolare la figura del "Che" tramite un'operazione di cropping, e di pubblicare solamente il primo piano del rivoluzionario argentino.

## Vicende successive
La fotografia fu subito pubblicata su qualche giornale cubano, ma poi rimase praticamente semisconosciuta per i successivi sette anni.
Nel giugno 1967 l'editore milanese Giangiacomo Feltrinelli si recò a L'Avana, di ritorno dalla Bolivia: fu proprio a Cuba che incontrò Alberto Korda, con il quale si fermò nel suo studio a parlare del "Che". Il fotografo gli regalò due copie della sua foto, senza volere alcun compenso.
Tornato in Italia, Feltrinelli scelse proprio il ritratto del "Che" realizzato da Korda come copertina del Diario in Bolivia di Ernesto Guevara. Decise anche di stampare numerosi poster con la stessa immagine, tappezzando Milano dopo la morte del comandante.
Lo scatto di Korda da allora è divenuto una delle fotografie più celebri e più riprodotte della storia. Diffusa dapprima in ambito politico e successivamente nel circuito artistico, nel corso degli anni l'immagine è stata reinterpretata e riprodotta nei più vari settori: design, moda, cinema, pubblicità.
Nonostante questo, il suo autore non ha mai reclamato i diritti né ha ricevuto alcun compenso da Giangiacomo Feltrinelli. Korda ha però dichiarato: «Anche se non mi ha mai dato danaro per l'uso che ha fatto della mia foto, io lo perdono perché così facendo mi ha reso famoso».
Nel 2000 Korda intraprese una battaglia legale contro l'azienda russa Smirnoff, rea di aver utilizzato la foto del Che per pubblicizzare la propria vodka. La vicenda si è conclusa con un accordo extra-giudiziale, che ha comportato l'esborso di 50 000 dollari da parte dell'azienda, che il fotografo ha utilizzato per l'acquisto di medicinali in favore dei bambini cubani.

## Altre riproduzioni
Di seguito, alcune riproduzioni derivate dall'opera originale di Alberto Korda.

L'immagine in formato vettoriale (SVG)
Banconota da tre pesos cubani con il volto di Che Guevara
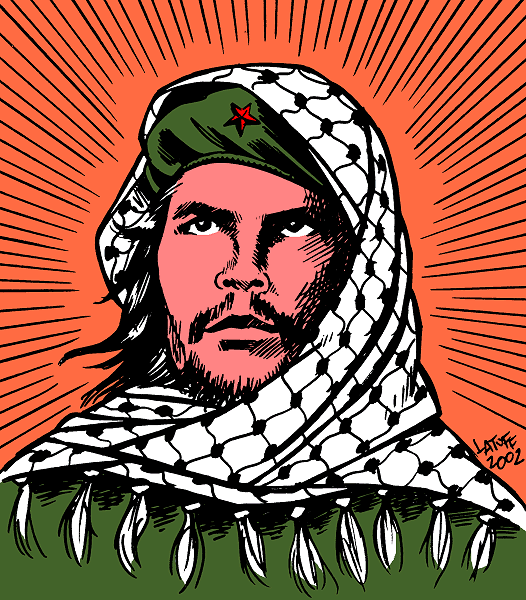
Opera del cartonista Carlos Latuff
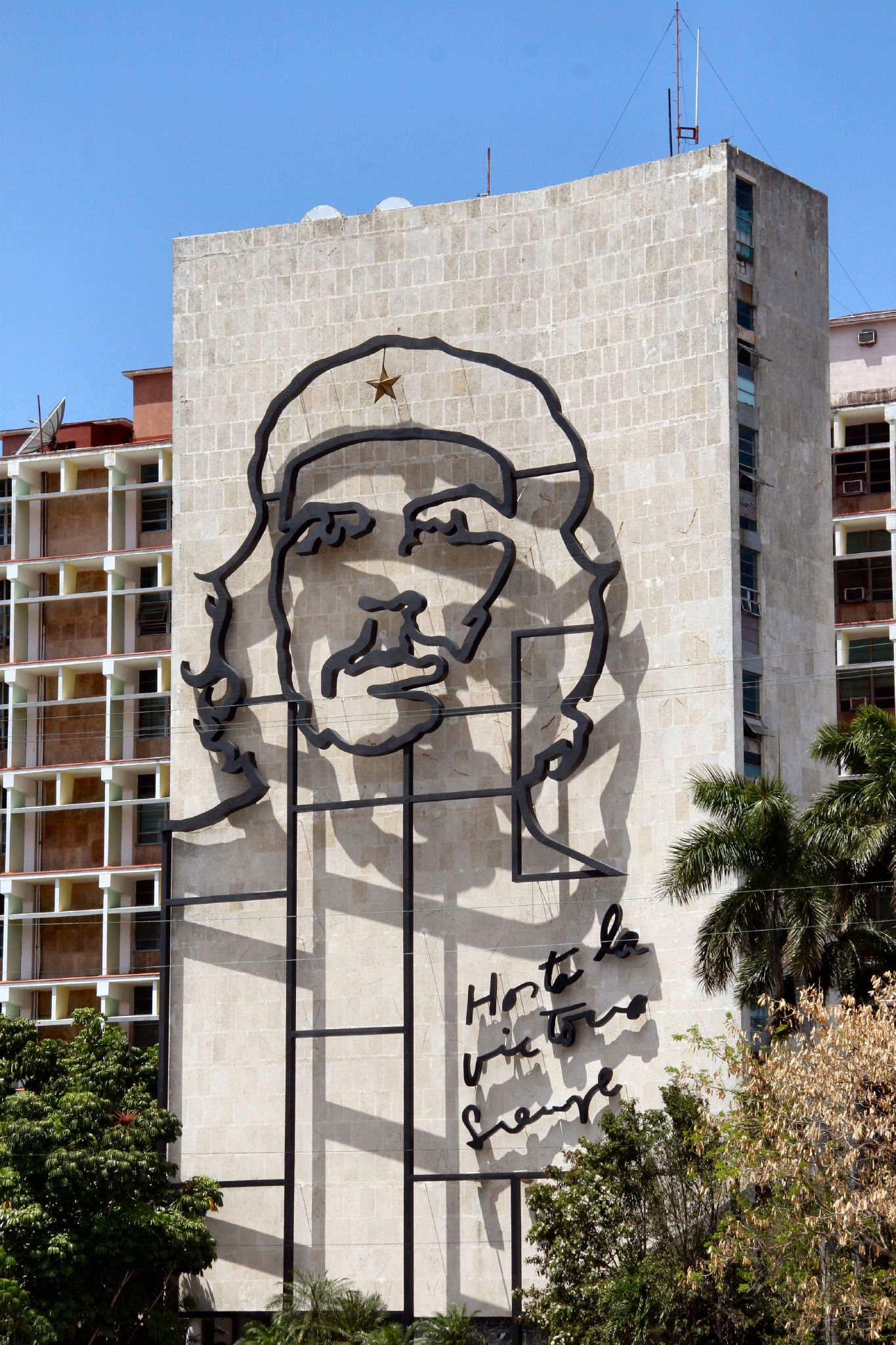
Scultura in ferro all'esterno dell'edificio del Ministero dell'Interno cubano in Plaza de la Revolución
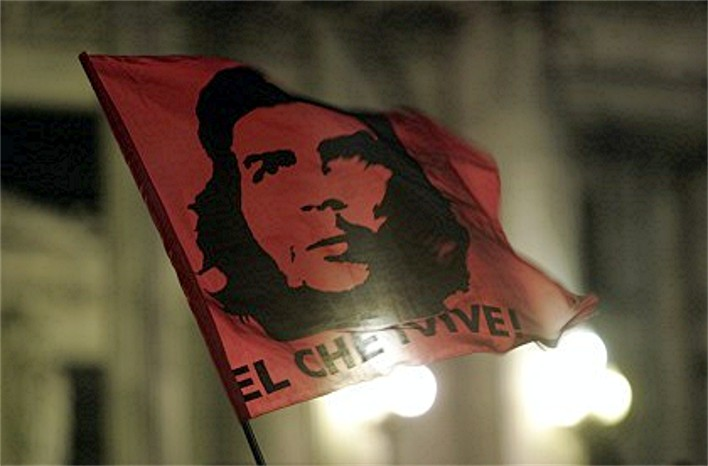
Bandiera col volto di Che Guevara
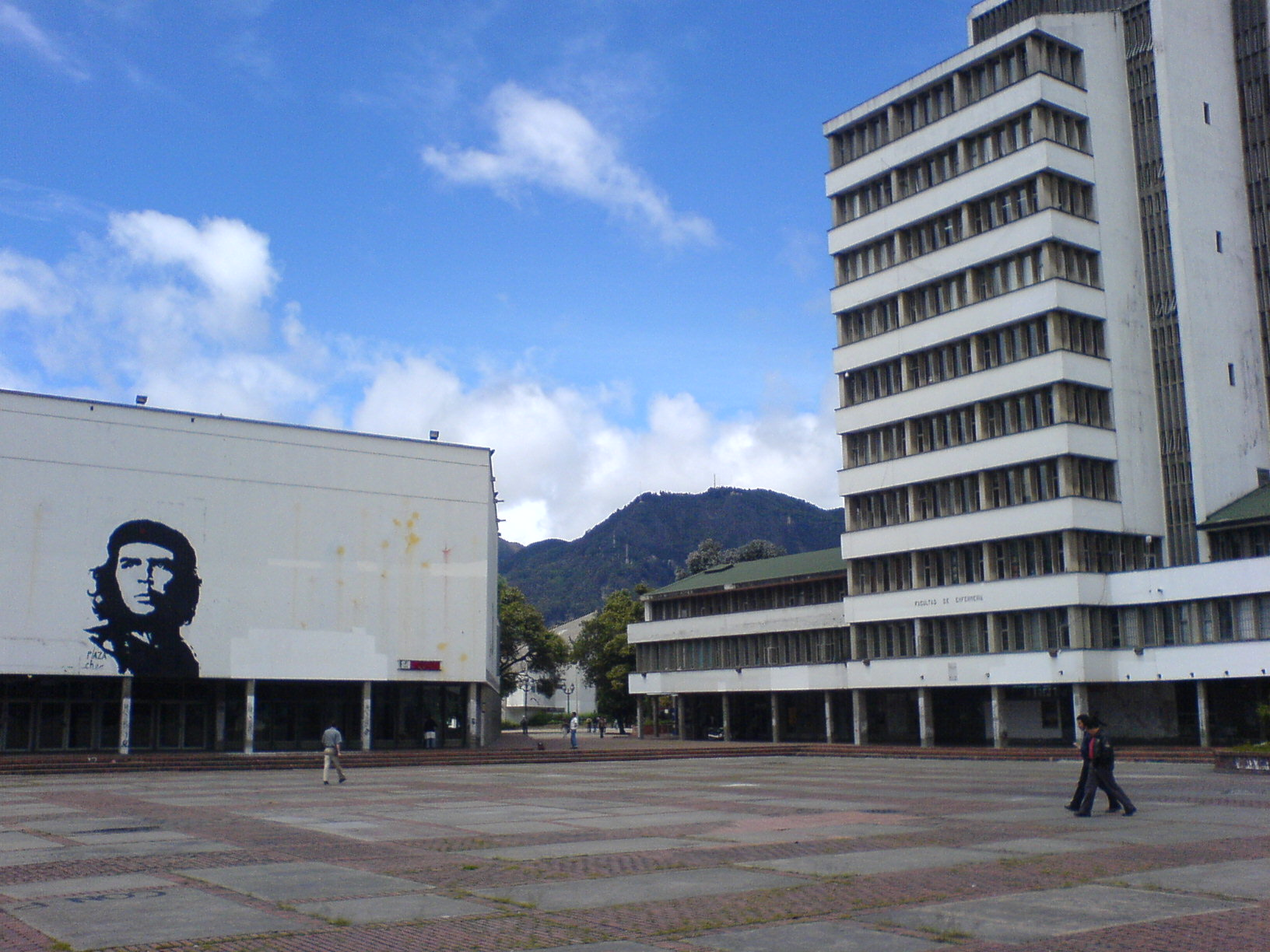
Plaza Che Guevara, Bogotà. Universidad Nacional - Auditorium Leon de Greiff
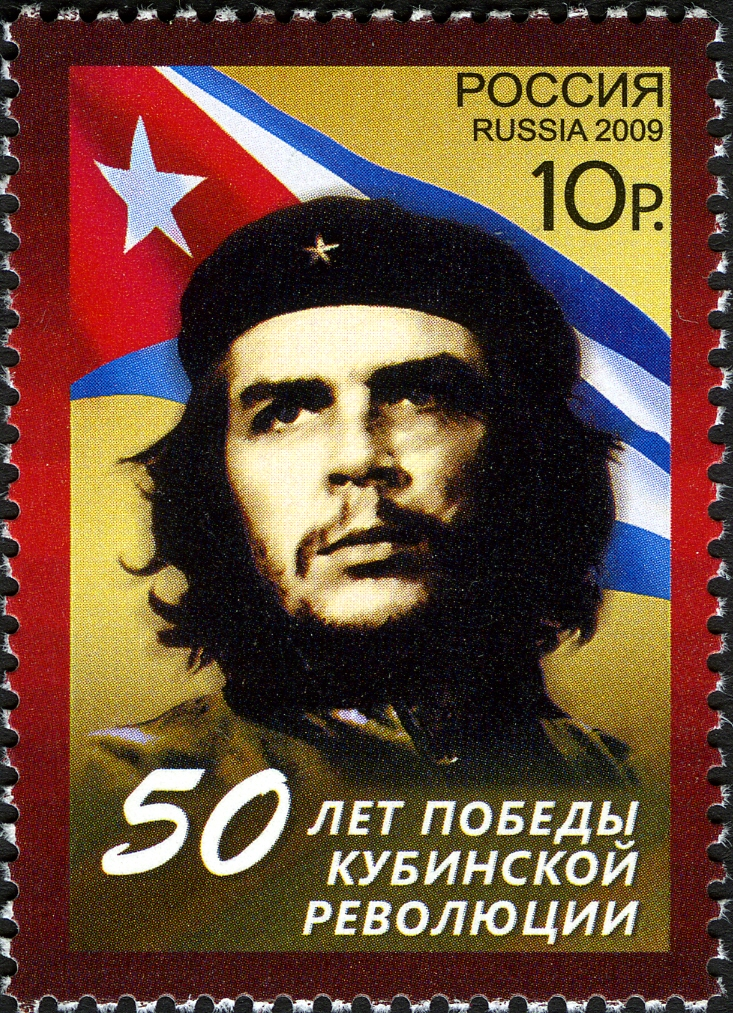
Francobollo russo emesso per il 50º anniversario della Rivoluzione Cubana
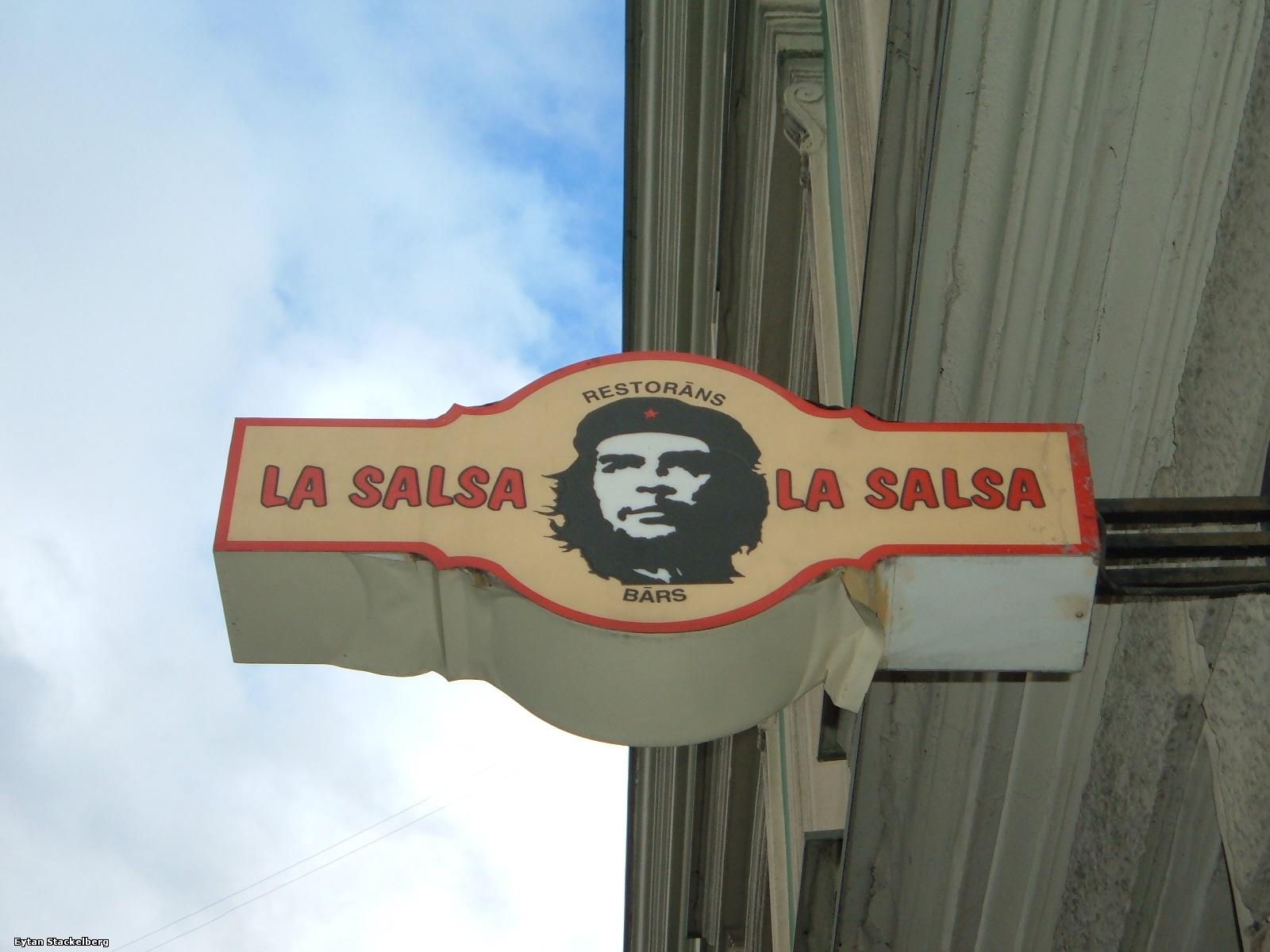
Insegna di un ristorante cubano a Riga
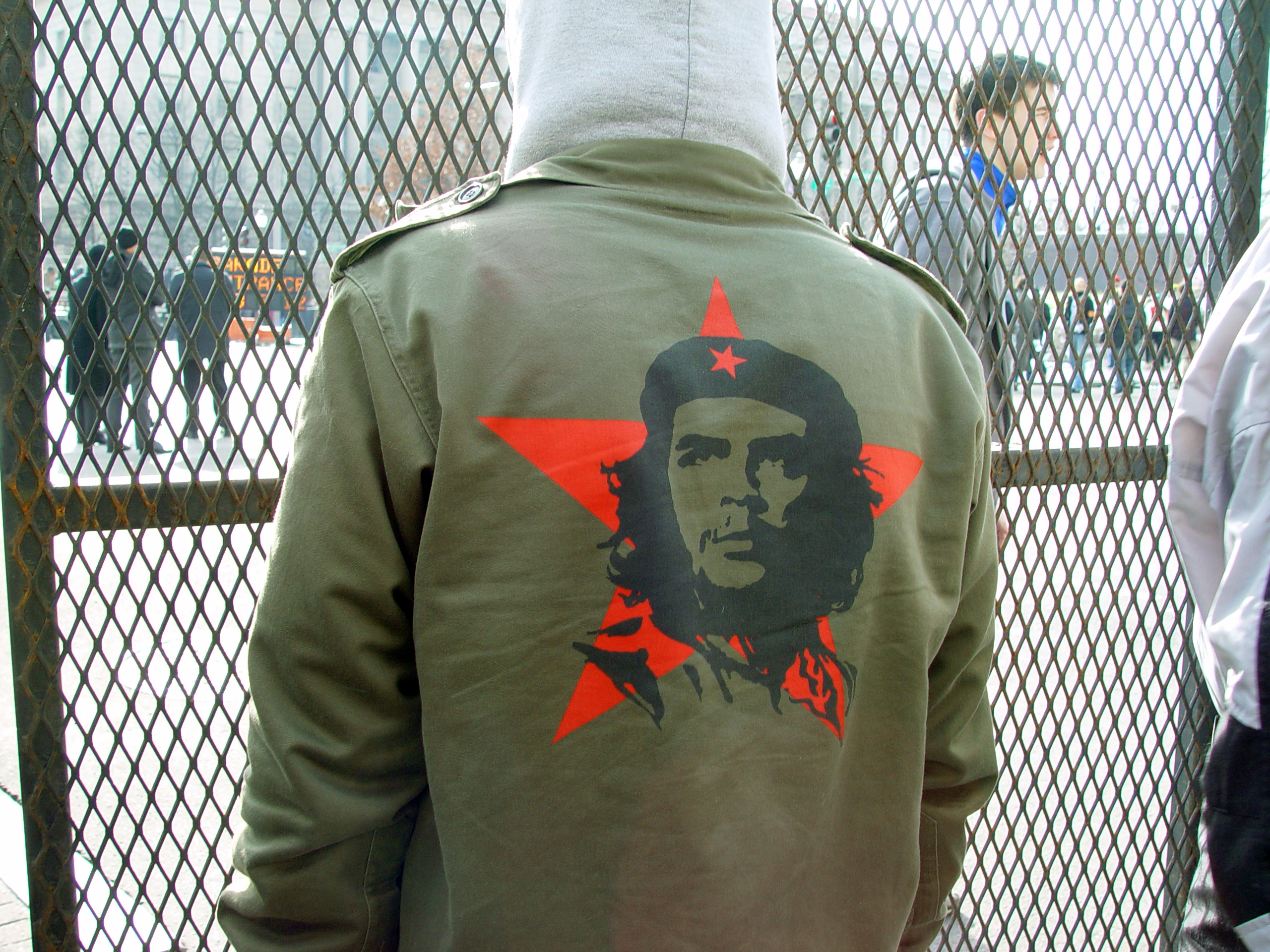
L'immagine del Che riprodotta su una felpa
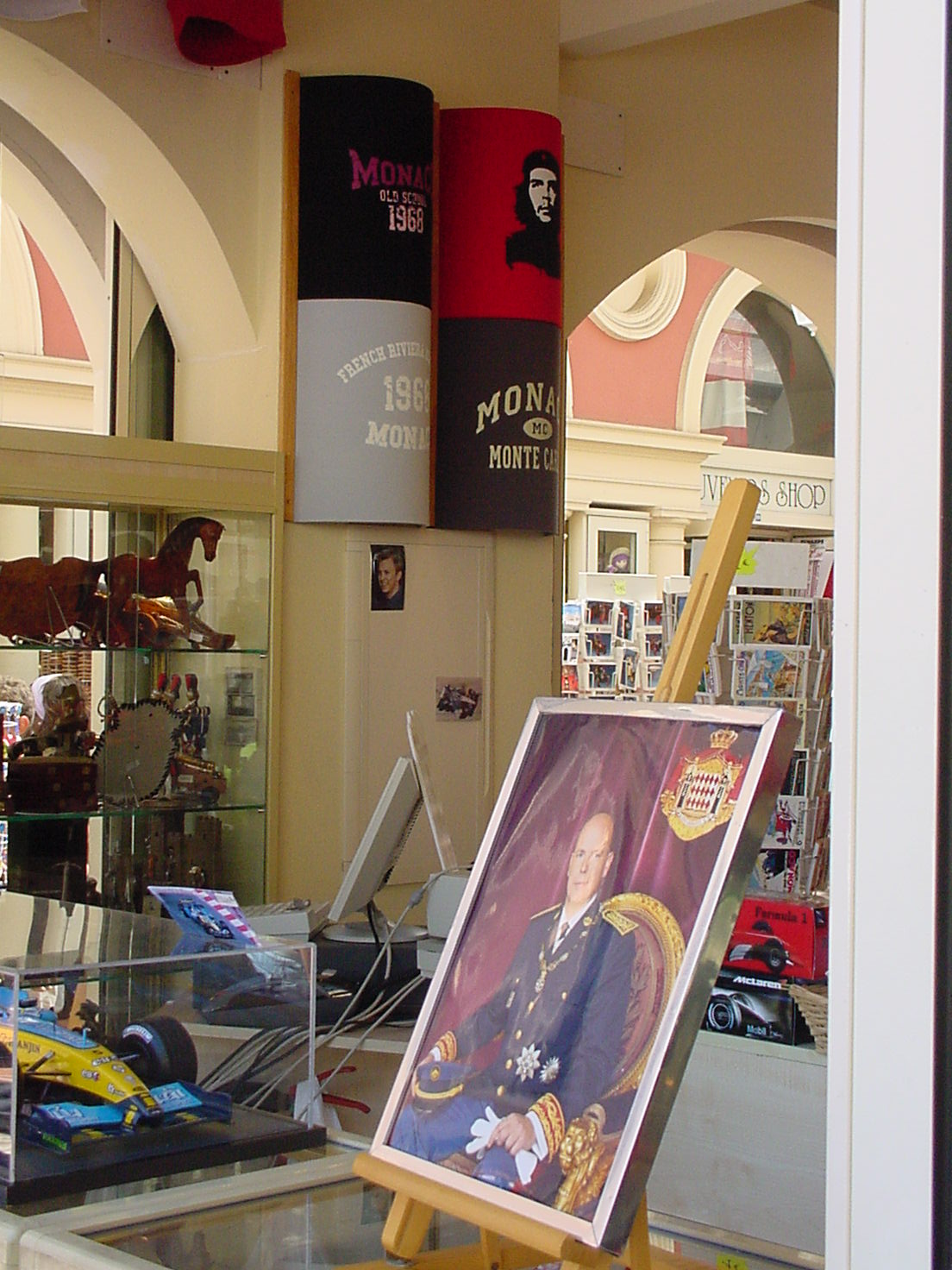
Commercializzazione della foto del Che, stampata su una maglietta in un negozio per turisti nella piazza principale di Montecarlo